# Carmine DeSapio
Carmine Gerard DeSapio (* 10. Dezember 1908 in New York City; † 27. Juli 2004 ebenda) war ein US-amerikanischer Politiker (Demokratische Partei). Er war von 1955 bis 1959 Secretary of State von New York. Ferner war er der letzte Boss der Tammany Hall.

## Werdegang
Carmine Gerard DeSapio wurde 1908 in Greenwich Village geboren, einem Stadtviertel in Manhattan. Seine Mutter war die Tochter von italienischen Einwanderern und sein Vater ein italienischer Einwanderer, welcher eine Flotte von Pferdewagen betrieb. In den Morgenstunden, bevor Carmine zur Konfessionsschule ging, belud er die Wagen in den Docks am Hudson River und brachte später die Pferde zurück in den Stall. Nach der Schule half er seinen Eltern im Familienunternehmen. Danach ging er in den Huron Club, den Außenposten der Tammany Hall in Greenwich Village. Im Tigers of Tammany wurde er später folgendermaßen zitiert:

„My most vivid memory is that long line of people – women and children, everybody standing all the way down the block from the Huron Club, waiting for baskets of turkey at Christmastime.“

In den Jahren, bevor die sozialen Wohlfahrtsprogramme eingeführt wurden, war die Tammany Hall dafür bekannt, sich um ihre Anhänger zu kümmern. Darunter waren viele Einwanderer und ihre Familien. Außer der Vermittlung von kostenlosem Truthahn und Kohle im Winter gab es kostenlose Eisblöcke im Sommer. Die Tammany Hall handelte für Geschäftspartner profitable Stadtverträge aus und stellte Patronageposten für ihre Unterstützer aus dem einfachen Volk. Im Gegenzug erwartete die Tammany Hall eine hohe Wahlbeteiligung zugunsten ihrer Kandidaten. DeSapio arbeitete sich durch die Ränge der Tammany Hall hinauf. Er begann seine politische Laufbahn als Botenjunge für die politischen Führer. Durch diese Tätigkeit wurde sichergestellt, dass die politisch verdienten, bedürftigen Familien umgehend ihre Nahrungsmittelkörbe erhielten. Die New York Times zitierte ihn 1997 folgendermaßen:

„To put it simply, in those days we had leadership, respect, discipline. There was such a thing as party loyalty.“

Zu Beginn seiner politischen Laufbahn wurde seine Parteitreue ernsthaft auf die Probe gestellt. 1939 gewann er die Bezirksleitung mit 51 Stimmen, allerdings weigerte sich die Tammany Hall, die damals noch von irischamerikanischen Politikern dominiert war, die Wahl eines ethnisch-italienischen Kandidaten zu akzeptieren. Zwei Jahre später, 1941, kandidierte er erneut. Er wurde besiegt. In der Folgezeit behauptete er, dass bei der Wahl betrogen wurde. 1943 gewann er die Bezirkswahl leicht. DeSapio wurde 1949 Boss der Tammany Hall. Er war die jüngste Person, welche diesen Posten je innehatte. Während seiner Amtszeit unterlief die Tammany Hall einem demographischen Wandel, was die zahlreichen Italoamerikaner aus dem einfachen Volk erklärt. Die Präsenz von Unterweltfiguren, wie Frank Costello, wurde in der Tammany Hall zunehmend bemerkbar. Ihr Anliegen war, den gleichen Schutz von Polizeirazzien bei Glücksspiel, Prostitution und anderen Verbrechen zu bekommen, wie die irischen und jüdischen Gangster in den vergangenen Jahren zuvor. Oliver E. Allen schrieb 1993 in seinem Buch The Tiger: The Rise and Fall of Tammany Hall folgendes:

„In every instance in which Costello made his desires known to the Hall, Carmine voted to go along.“

Gegenüber Journalisten gab DeSapio später zu sich mehrere Male mit Costello getroffen zu haben, aber niemals über Politik gesprochen zu haben. DeSapio wurde 1949 mit Costello bei einer Spendengala für die Heilsarmee im Copacabana Club gesehen. Nach der Veranstaltung äußerte er sich folgendermaßen zu den Reportern der New York Times:

„I have no apologies to make for that. It was for a good cause. I attend many dinners.“

Auf die Frage, ob Costello irgendeinen Einfluss auf die Tammany Hall hatte, antwortete DeSapio:

„Decidedly not.“

Zwei Jahre später, 1951, führte das United States Senate Committee, welches vom US-Senator Estes Kefauver geleitet wurde, Untersuchungen betreffend Organisierter Kriminalität durch. Dabei trat Costello als Kronzeuge auf. Der Gangster gab zu, dass viele demokratische Bezirksleiter in New York, einschließlich DeSapio, welchen er einen Freund nannte, und andere, ihm oft Gefallen erwiesen.
Die negativen Schlagzeilen hielten DeSapios schnellen politischen Aufstieg in der Folgezeit nicht auf. Anders als andere demokratische Parteiführer in New York City unterstützte er 1953 die Kandidatur von Robert F. Wagner junior gegenüber dem amtierenden Bürgermeister von New York City Vincent R. Impellitteri bei den Vorwahlen. Ihn zu unterstützen, war gewagt. DeSapio führte aber zuvor eine Umfrage bei den registrierten Demokraten durch. In diesem Zusammenhang versendete er Postkarten, wo er sie fragte, ob sie eine Wiederwahl von Impellitteri begünstigten. Bei 40.000 Rückantworten fiel die Quote 5 zu 1 gegen den amtierenden Bürgermeister aus. Wagner ging als Sieger bei den Vorwahlen aus dem Rennen und gewann auch später die Bürgermeisterwahlen. DeSapio, sein einziger Gönner unter den politischen Führern in der Stadt, war dabei der wichtigste Strippenzieher.
Der Einfluss von DeSapio stieg 1954 sogar, als er Franklin Delano Roosevelt junior, den ältesten Sohn und Namensvetter des verstorbenen US-Präsidenten Franklin D. Roosevelt davon abbrachte, für das Amt des Gouverneurs von New York zu kandidieren. Stattdessen überredete er ihn, für den Posten als Attorney General anzutreten. Die Demokratische Partei nominierte dann auf Zutun von DeSapio W. Averell Harriman, einen früheren Investmentbanker und Diplomaten, als Kandidaten für das Amt des Gouverneurs von New York. Harriman gewann die Gouverneurswahlen, während Roosevelt bei seiner Kandidatur für das Amt als Attorney General eine Niederlage einfuhr. Eleanor Roosevelt hat es DeSapio niemals verziehen, dass er nach ihrer Ansicht die politische Laufbahn ihres Sohnes zu Fall brachte. Murray Kempton publizierte viele Jahre später, 1991, ihre Äußerungen, als er Kolumnist bei Newsday war:

„I told Carmine I would get him for what he did to Franklin. And get him I did.“

DeSapio war in der politischen Führungsriege angelangt. Innerhalb eines Jahres hat er die Wahlen des Bürgermeisters in New York City und des Gouverneurs von New York bewerkstelligt. Im weiteren Verlauf erweiterte er seinen Einfluss in New York City, indem er über die Grenzen von Manhattan hinaus loyale Anhänger in politische Positionen einsetzte und zwar in der Bronx, Queens und Staten Island. Demokraten mit nationalen politischen Ambitionen umwarben ihn. 1955 behauptete Adlai Stevenson, der drei Jahre zuvor bei den Präsidentschaftswahlen eine Niederlage gegenüber Dwight D. Eisenhower einfuhr, folgendes:

„If it were my ambition to seek the Democratic presidential nomination, I would welcome the support of Carmine De Sapio and Tammany Hall.“

Ein Jahr später, 1956, schrieben Joseph und Stewart Alsop, beides nationale politische Kolumnisten, folgendes:

„Mr. De Sapio could name the next president.“

Im selben Jahr zierte DeSapio auch das Cover der Time mit folgenden Worten:

„The worldly and weighted mien of a Medici.“

DeSapio gelang es, den Geist der Tammany Hall zu bewahren und sich selbst als einen intellektuellen, aufgeklärten und modernen Politiker zu etablieren. Er bevorzugte gut geschnittene, dunkle Anzüge und gestreifte Krawatten. Stets sah er so aus, als käme er gerade vom Friseur. Die einzige Unstimmigkeit war die dunkle Sonnenbrille, die er stets wegen seiner chronischen Uveitis trug. Sein Redestil war perfekt und seine politische Botschaft beruhigend. 1955 erzählte er dem Life Magazine folgendes:

„You're living in the past if you think you can still force the public to swallow any candidate you nominate. This is a new day and we need a new formula. We have to offer the public what it wants -- a slate of reputable officials who will give them good government and after they're in office we'll follow through to see that the people get what we promised them.“

DeSapio war als öffentlicher Redner beliebt. 1955 verlieh ihm die Israel Bond Organization den Distinguished Leadership Award. Er war Mitglied des Benevolent and Protective Order of Elks und der Kolumbusritter. Während jener Zeit hielt er an den Colleges im gesamten Nordosten Vorträge betreffend Politik. In diesem Zusammenhang wurde er 1956 für einen Auftritt an der New York University gebucht. Der Auftritt fiel aber auf den Vortag zum Jom Kippur, den heiligsten jüdischen Feiertag. Sein Redenschreiber, Sydney Baron, geriet daher in Panik, da er befürchtete, dass wenige Studenten auftauchen würden. Am betreffenden Tag war die Aula der Universität voll mit aufmerksamen Studenten und Professoren. In Wirklichkeit bestand das Publikum fast ausschließlich aus Müllmännern, welchen jeweils ein College-Stil Bürstenhaarschnitt und eine Tweedjacke gegeben wurde. Sie wurden im letzten Augenblick heimlich von den Stellvertretern von DeSapio angeworben, um diesen nicht zu enttäuschen.
Auf dem Höhepunkt seiner Macht zwischen 1954 und 1958 bekleidete DeSapio ein halbes Dutzend politischer Ämter, von welchen das höchste das des Secretary of State von New York unter Gouverneur Harriman war. Dabei betrieb er vier Büros, einschließlich einer großzügigen Suite im State Office Building in New York City, des Secretary of State Büros in Albany (New York), des National Committeemans Büros im Biltmore Hotel und der modernen Suite der Tammany Hall in der Madison Avenue. Während dieser Zeit lebte er aber weiterhin mit seiner Ehefrau, Theresa Natale († 1998), in einem mittelständischen Apartment am Washington Square Park. Das Paar heiratete 1937 und hatte eine einzige Tochter namens Geraldine. Mutter und Tochter arbeiteten als unbezahlte Helfer und politische Vertraute von DeSapio. Sein bescheidener Lebensstil brachte ihm den Spitznamen „The Bishop“ ein. Dem Image blieb er treu. In diesem Zusammenhang fand 1957 ein Taxifahrer auf seinem Rücksitz einen Umschlag mit 11.200 US-Dollar in 100 Dollarscheinen, nachdem dieser DeSapio am Biltmore Hotel abgesetzt hatte. Der Taxifahrer konnte das Geld am Ende behalten, als DeSapio bestritt, dass dieses ihm gehörte. Die öffentliche Skepsis über das gemachte Statement fand aber in einem ironischen Leitartikel von The Herald Tribune ihren Ausdruck:

„It's a wonderful city, New York, where people have so much money they can absent-mindedly leave packages of hundred-dollar bills in taxicabs.“

Infolge seiner enormen politischen Macht bevorzugte DeSapio gewöhnlich ausführliche Konsultationen und Konsensbildung betreffend einseitiger Entscheidungen. Sein 16 bis 18 Stunden-Tag begann mit Telefonanrufen vor dem Frühstück zu Hause, wo er noch mit einem Schlafanzug und Bademantel bekleidet war. Infolgedessen erhielt er Informationen von seinem politischen Mitarbeiterstab. Danach besuchte DeSapio seine verschiedenen Büros zwecks weiterer Meetings. Neben seinem halben Dutzend öffentlicher Ämter, welchen er nachging, nahm er an Radio- und Fernsehauftritten teil sowie einem politischen Late-Night-Dinner.
Er war berüchtigt für seine Liebe zum Detail. Zum Beispiel bestand er darauf, persönlich die Sitzordnung beim jährlichen New York County Democratic Spenden Dinner vorzunehmen, an welchem mehr als 2.000 Gäste teilnahmen. Auf diese Weise wusste jede Person, wie DeSapio seine oder ihre aktuelle politische Stellung einstufte.
Vor seiner dritten Amtszeit als Bürgermeister von New York City denunzierte Wagner die Tammany Hall als autokratisch und korrupt. Bei der folgenden Bürgermeisterwahl besiegte Wagner seinen Herausforderer Arthur Levitt senior mit Leichtigkeit, dem Kandidaten von DeSapio. Danach hielt Mrs. Roosevelt die Zeit reif ihr Gelübde einzulösen und Rache an DeSapio zunehmen. Dafür scharte sie reformwillige Demokraten zusammen. DeSapio verlor die drei aufeinander folgenden Wahlen, 1961, 1963 und 1965, zum Bezirksleiter in Greenwich Village. Die erste Wahl verlor er gegenüber dem Demokraten James Lanigan und die zwei folgenden gegenüber dem Demokraten Ed Koch, der später Bürgermeister von New York City wurde.
Welche Hoffnungen auch DeSapio auf sein politisches Comeback hatte, diese wurden 1969 zerschlagen. Ein Bundesgericht befand ihn der Bestechung des früheren Wasserkommissars von New York City James L. Marcus und der Erpressung zu Verträgen mit Consolidated Edison, was zu Schmiergeldzahlungen führte, für schuldig. 1971 trat er eine zweijährige Gefängnisstrafe an.
Gegen Ende seines Lebens zeigte DeSapio wenig Nostalgie für Politik oder Groll für seine Feinde. An den Wänden seines Apartments am Washington Square Park hängten keine Fotos oder Plaques mehr von seiner politischen Blütezeit. Hin und wieder lief er seinem alten Feind Ed Koch über dem Weg, der nur einen Block entfernt wohnte. Über den früheren Bürgermeister sagte er 1997 der New York Times folgendes:

„We are very pleasant when we meet. He was a hard worker and he tried to do a good job.“

Im selben Interview beklagte er den Niedergang seiner Partei nach dem Ende der Tammany Hall. Gefragt, warum er so dachte, wies er auf die Wahl von Rudy Giuliani zum Bürgermeister von New York City hin:

„You have a Republican mayor in a Democratic city. That should give you the answer.“

## Trivia
DeSapio ernannte den ersten puerto-ricanischen Bezirksleiter in Manhattan, Anthony Mendez, und unterstützte die Wahl von Hulan Jack als Manhattans ersten afroamerikanischen Borough President. Er sprach sich zugunsten der progressiven Legislative aus. Dabei setzte er sich für das Fair Employment Practices Law von Präsidenten Harry S. Truman ein. Ferner befürwortete er die Mietpreisbindung und die Senkung des Wahlalters auf 18 Jahre.
In seiner Funktion als Boss der Tammany Hall vergab er lukrative Stadtverträge für Straßenlaternen und Parkuhren an die Broadway Maintenance Corporation, ein Unternehmen, welches laut der State Investigation Commission die Steuerzahler um Millionen US-Dollar betrog.
Alfred Connable und Edward Silberfarb verfassten Tigers of Tammany, ein Buch, welches 1967 erschien. Danach sagte DeSapio bei einem Vortrag erstaunten Studenten der Harvard Law School folgendes:

„I am the leader of Tammany Hall. I bear this title with gratitude and pride. I am proud of the tradition, the heritage, the record of Tammany Hall.“